# 汊河镇 (来安县)
汊河镇，是中华人民共和国安徽省滁州市来安县下辖的一个乡镇级行政单位。

## 行政区划
汊河镇下辖以下地区：
唐桥村、文山村、张堡村、汊河村、江青圩村、程集村、延塘村、黄牌村、董青村、王来村、相官村、大雅村、陈塘村、储茂村、安徽来安汊河经济开发区和汪波荡农场。